# صوفيدا كانشانارين
صوفيدا «نينغ» كانشانارين (بالتايلندية: โศภิดา กาญจนรินทร์)‏ (التايلاندية: โศ ภิ ดา กา ญ จ นรินทร์ : من مواليد 31 مارس 1995 في بانكوك) حاملة لقب ملكة جمال تايلندية بعدما توجت بمسابقة ملكة جمال كون تايلاند 2018 ومثلت بلدها تايلاند في مسابقة ملكة جمال الكون 2018 في بانكوك.

## نشأتها وحياتها
وُلدت صوفيدا، التي تتخذ من بانكوك مقراً لها، وترعرعت في البلاد قبل متابعة دراستها في الخارج. تخرجت بشهادة في إدارة الأعمال، تخصص في العلوم المالية من جامعة نيفادا في لاس فيغاس. عادت بعدها إلى تايلاند بعد التخرج لتبدأ حياتها المهنية. أصبحت مديرة الخدمات المصرفية الاستثمارية في سن 23 ، لتصبح أصغر مديرة في بنك TMB. ذكرت ذات مرة في المقابلة الإعلامية أن كونها أصغر مديرة في صناعة التي يهيمن عليها الذكور مثل التمويل والخدمات المصرفية الاستثمارية يمثل تحديًا كبيرًا تستمتع به حقًا في حياتها. وتأمل أن تدافع عن المصداقية المهنية في القيادات النسائية، والأجر المتساوي، والحد من الفجوة في الأجور بين الجنسين.
بعد أن ازدهرت في مثل هذه البيئة، قررت إنشاء مشروع خاص بها يسمى "Unlock Unwrap" ، وهو مشروع يستهدف الفتيات الصغيرات في House of Correction ، لإلهام ومساعدتهن على التغلب على مخاوفهن، وإطلاق العنان لأنفسهن ولديهن القدرة على متابعة أحلامهن .

## روابط خارجية
- Miss Universe Thailand website
- صوفيدا كانشانارين على إنستغرام